# Чашница
Чашница — река в России, течёт по территории Опочецкого и Себежского районов Псковской области. Устье реки находится в 4,9 км по левому берегу реки Черница. Длина реки составляет 14 км.

## Данные водного реестра
По данным государственного водного реестра России относится к Балтийскому бассейновому округу, водохозяйственный участок реки — Великая. Относится к речному бассейну реки Нарва (российская часть бассейна).
Код объекта в государственном водном реестре — 01030000112102000027833.